# Scienza cognitiva della matematica
La scienza cognitiva della matematica è lo studio delle idee matematiche che si serve delle tecniche della scienza cognitiva. Specificamente, essa è la ricerca dei fondamenti della matematica nella cognizione umana.
Questo approccio è stato preceduto dallo studio di lunga durata, nell'ambito delle scienze cognitive propriamente dette, della inclinazione cognitiva umana, specialmente nel pensiero statistico, e soprattutto per merito di Amos Tversky e Daniel Kahneman; questo studio ha incluso le teorie della misurazione, del rischio e della finanza comportamentale dovute ai due studiosi sopra citati e ad  altri autori. Questi studi hanno suggerito che la pratica della matematica e forse anche la matematica vera e propria ha scarsa rilevanza diretta su quello che la gente pensa dei concetti matematici. È quindi sembrato utile chiedersi da dove viene la matematica formale, se non dalla intuizione.
Una considerazione che per taluni risulta centrale per giustificare una scienza cognitiva della matematica, consiste nella convinzione che un enunciato come l'identità di Eulero riflette una struttura cognitiva peculiare degli umani, o meno restrittivamente di una ristretta fascia di esseri simili agli umani, ad es. degli ominidi. 
Altri non considerano questa convinzione necessaria o centrale per lo studio complessivo dell'argomento, ma propongono altri approcci perché siano inclusi come parte dello studio delle relazioni tra cognizione umana e matematica formale moderna.
Il libro più accessibile, più famoso, ma anche più vituperato, su questo argomento è Where Mathematics Comes From di George Lakoff e Rafael E. Núñez, pubblicato nel 2000.

## Temi
- Matematica innata: subitizzazione
- Matematica naïve
- Metafora concettuale
- Matematica popolare
- Studi etnoculturali della matematica
- Fisica naïve